# Крижевці
Крижевці (хорв. Križevci, нім. Kreutz, угор. Kőrös, лат. Crisium) — місто і громада в центральній Хорватії, адміністративно підпорядковується Копривницько-Крижевецькій жупанії.

## Історія
Є писемна згадка з 1193 р., як крижевецький жупан говорить про існування крижевецького форту Кріс (Cris). Поселення Крижевці вперше згадано 1209 р. Це було невеличке городище, що не володіло окремим статусом. Верхня частина поселення, пізніше названа Верхнє місто (Gornji grad) дістала привілей вільного королівського міста 1252 р. Окремо існувало Нижнє місто (Donji grad), яке набуло статусу вільного королівського міста лише в 1405 р. Крижевці стали місцем засідань законодавчого органу і майже повсякденним місцеперебуванням бана i жупана.
З середини XIV ст. Крижевецька жупанія була найбільшою у Славонії. Особливої ваги Нижньому місту надавала парафіяльна церква (перша згадка з 1326 р.)
Верхнє місто в 1439 р. спалили турки. 1552 року місто опинилося безпосередньо на лінії кордону, і в Крижевцях розмістилася військова залога переважно з німецьких воїнів. З 1560 р. Крижевці стають центром однойменного округу у складі Славонської військової границі, модернізується форт біля міста, а 1587 р. зводяться міські ворота з цегли, з 1606 р. покращується економічне і демографічне становище Крижевців, оновлюються дороги, пожвавлюється торгівля. Поступово обидва хорватські міста функціонально зрослися в одне поселення і 1661 р. почалося їхнє об'єднання, яке завершилося 1752 р. Заснована в 1777 р. греко-католицька єпархія обрала своїм місцеперебуванням з 1791 р. Францисканський монастир у Крижевцях. У другій половині XVIII ст. війська покинули Крижевці і вони знову стали центром відновленої з 1759 р. Крижевецької жупанії. Місто підупало внаслідок воєн з турками, але знову набуло ваги в 1871 р., коли повз Крижевці було прокладено залізничну колію з Будапешта до Рієки. Крижевці в 1886 р. перестають бути центром жупанії, коли Крижевецьку жупанію було об'єднано з Б'єловарською жупанією у спільну Б'єловарсько-Крижевецьку жупанію.

## Населення
Населення громади за даними перепису 2011 року становило 21 122 осіб, 1 з яких назвали рідною українську мову. Населення самого міста становило 11 231 осіб.
Динаміка чисельності населення громади:
Динаміка чисельності населення міста:

## Населені пункти
Крім міста Крижевці, до громади також входять:
- Апатовець
- Бекетинець
- Бойніковець
- Буков'є-Крижевацько
- Царевдар
- Цубинець
- Чабраї
- Діянковець
- Долянець
- Доня Брцковчина
- Доня Глоговниця
- Доні Дубовець
- Джурджиць
- Ердовець
- Горня Брчковина
- Горня Глоговниця
- Горні Дубовець
- Грачина
- Іванець-Крижевацький
- Ярчани
- Каране
- Клоштар-Вояковацький
- Костадиноваць
- Кучари
- Кунджевець
- Лемеш
- Лемеш-Крижевацький
- Маюрець
- Мале Сесвете
- Малий Царевдар
- Малий Поточець
- Малий Равен
- Мариновець
- Мічієваць
- Новаки-Равенські
- Нові Бошняни
- Новий Джурджич
- Осієк-Вояковацький
- Павловець-Равенський
- Песек
- Подбрджани-Вояковацькі
- Подгаєць
- Поляна-Крижевацька
- Повелич
- Прикрай-Крижевацький
- Рушеваць
- Средній Дубовець
- Стара Весь-Равенська
- Старі Бошняни
- Света-Хелена
- Светі-Мартін
- Шпиранець
- Вечеславець
- Велике Сесвете
- Великий Поточець
- Великий Равен
- Вояковаць
- Вуїчі-Вояковацькі
- Жибриновець

## Відомі люди
- Крунослав Геруц (1859—1934) — хорватський і російський публіцист, бібліограф, книгар-підприємець, політик.
- Марсель Кипач — винахідник.
- Ванесса Радман (* 1974) — хорватська акторка.